# Chuột chù Borneo
Chuột chù Borneo, tên khoa học Crocidura foetida là một loài động vật có vú trong họ Chuột chù, bộ Soricomorpha. Loài này được Peters mô tả năm 1870.